# Francisco Roldán
Francisco Roldán Jiménez (Moguer, 4 de octubre de 1462 - Mar Caribe, 11 de julio de 1502) fue tripulante del segundo viaje colombino como mayordomo de Cristóbal Colón y proveedor de la Armada, y posteriormente fue un administrador colonial español.

## Biografía

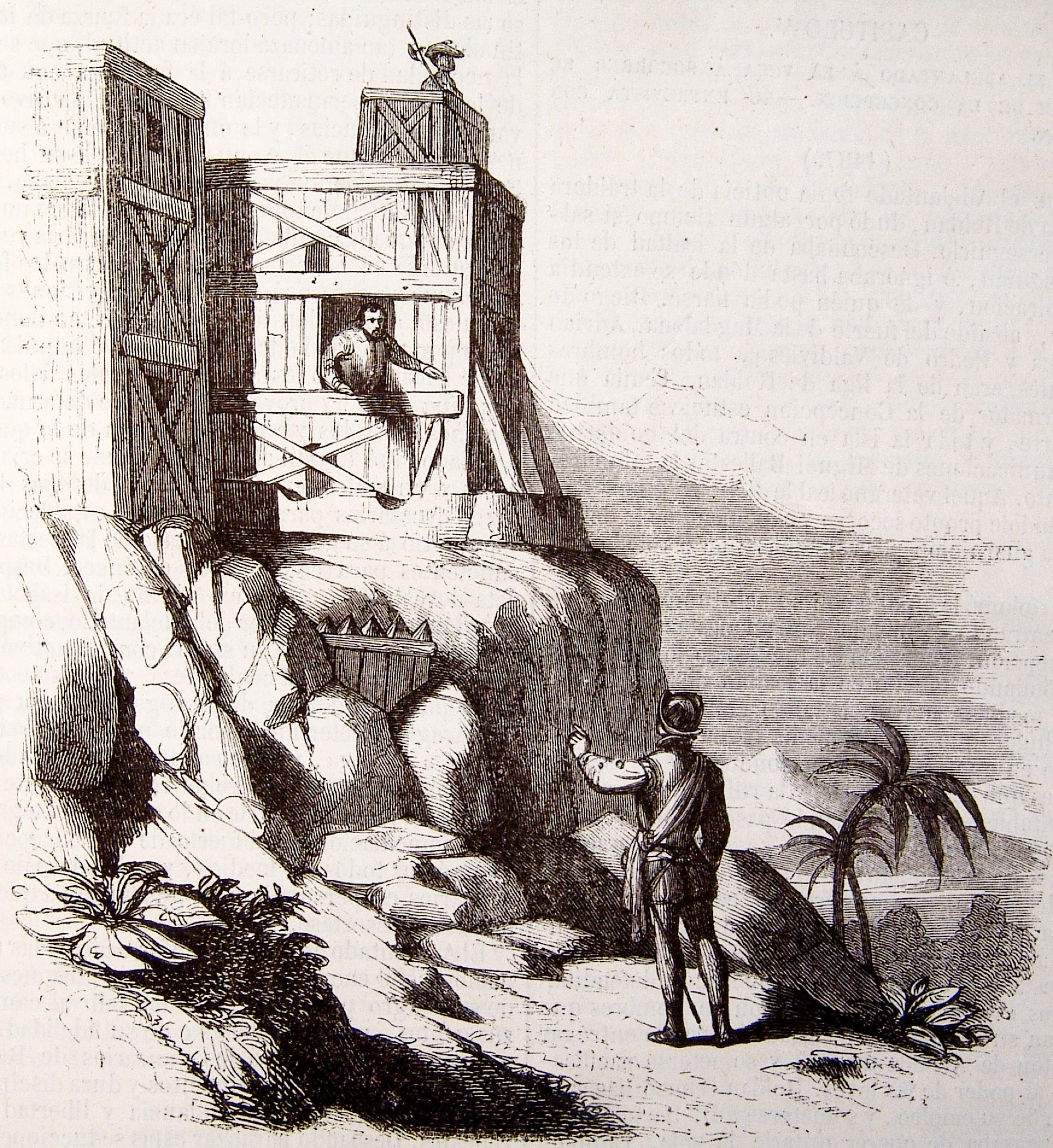
Entrevista del Adelantado y Francisco Roldán en el fuerte de la Concepción en 1497.

Francisco Roldán Jiménez nació en Moguer, aunque algunos autores sitúan su origen en Torredonjimeno. Pertenecia a la familia Roldán con  dilatada experiencia marinera en el Moguer de la época del Descubrimiento de América, junto a los Niño y los Vivas. Fue caballero de los Reyes Católicos, gozando de la confianza de la Corona, lo que propició que siendo aún muy joven acompañara al rey Fernando en sus viajes a Aragón. Posteriormente, participó en la Conquista de Granada en 1492, en el contexto de La Reconquista.
En el segundo viaje, en 1493,  Francisco Roldán fue como mayordomo de Cristobal Colón y proveedor de la Armada. Al llegar, el Almirante descubrió que su colonia La Navidad había sido destruida por los indios, por lo cual fundó La Isabela más al Este. En los años siguientes, Colón fundaría en La Española una serie de pequeñas villas-fortalezas.
Roldán fue nombrado Alcalde Mayor de La Isabela, y más tarde de toda la isla. En los siguientes años, se vio envuelto en las rebeliones por el control de la isla. Se enfrentó a Bartolomé Colón, y encabezó a los descontentos (1497), sublevando también a varios caciques indígenas y estableció una colonia rebelde en Xaragua. En 1499, tras años de disensiones, consiguió una capitulación de Cristóbal Colón, prometiéndole sueldos, tierras y libertad para regresar a España sin cargos, tanto a él como a otros españoles sublevados. También consiguió mejoras para la población indígena. Fue, por otra parte, aliado de Francisco de Bobadilla cuando este llegó a sustituir a Colón.
Las cartas de Roldán a la Corte fueron el inicio de las disensiones sobre el proceder de Colón en América. Las encomiendas que obtuvo del último fueron a su vez el germen del fin del monopolio indiano de los Colonos. Fue apresado por Nicolás de Ovando para ser llevado a España, y murió al hundirse la embarcación en la que viajaba, integrante de la flota en la que también murió Pedro Alonso Niño, durante un huracán, el 11 de julio de 1502. A pesar de su dilatada y fructifera carrera es muy llamativo que firmara con un ancla, al no saber escribir.

### La rebelión de Roldán
Las expectativas de obtener grandes riquezas en Las Indias habían sido altas para los que había llegado y, al no verse satisfechas, creció el descontento. Roldán prometió a algunos indios eximirles de pagar tributo, cosa que hacían con oro que recogían de los ríos, si le daban su apoyo, consiguiendo así la ayuda de algunos nativos. Roldán cogió armas de La Isabela y se retiró a Xaragua.
En 1497, Roldán se rebeló contra Bartolomé Colón y estableció un régimen rival en el Oeste de La Española, reclutando en él a la mitad de los españoles en 1498, y todas las villas y fortalezas se habían unido a él, menos La Vega y La Isabela.
Cuando Cristóbal Colón regresó a América en 1498 en su tercer viaje, inició un pacto con los rebeldes, que se firmó en agosto de 1499, donde cedió el permitir el uso de los indígenas como servicio personal, dio las pagas atrasadas de los dos últimos años incluso a aquellos que no habían trabajado, repartió tierras, autorizó a los españoles a unirse con las taínas y a regresar a España cuando lo desearan. También se volvió a colocar a Roldán como Alcalde Mayor de La Isabela y, en marzo de 1500, el propio Roldán ayudó a sofocar una rebelión encabezada por Pedro Riquelme y Adrián de Mújica contra Colón.
Roldán murió en 1502, en un huracán que tuvo lugar coincidiendo con la llegada de Colón a América en su cuarto viaje a Las Indias. Ese huracán también mataría a Francisco de Bobadilla, el juez pesquisidor que ordenó el arresto de Colón en agosto del año 1500.